# Mühlbach (Bayerische Schwarzach)
Der Mühlbach ist ein 1,3 km langer, rechter Zufluss der Bayerischen Schwarzach in der Oberpfalz in Bayern.

## Verlauf
Der Mühlbach entspringt in 600 m Höhe am Hang, der von Stadlern aus ins Schwarzachtal abfällt.
Er fließt etwa 430 m nach Osten.
Dann wendet er sich nach Südosten.
Nach weiteren 480 m schwenkt er wieder nach Osten.
Er unterquert die Straße, die Waldhäuser mit Schwarzach verbindet.
Ungefähr 330 m nördlich von Schwarzach mündet er in die Bayerische Schwarzach.

## Zuflüsse
Der Mühlbach nimmt nur in seinem Oberlauf einige kleine namenlose Rinnsale von links auf.